# Chrysolina carnifex
Chrysolina carnifex  (лат.) — вид жуков подсемейства хризомелин (Chrysomelinae) из семейства листоедов (Chrysomelidae). Распространён в Европе (на Пиренейском полуострове, во Франции, на севере Италии, в Центральной Европе и центральной России), на Северном Кавказе и южной части Западной Сибири. Кормовыми растениями особей являются представители рода полынь (Artemisia) (астровые), в том числе: полынь веничная. Длина тела жуков от 5,5 до 9 мм. Тело чёрное, снизу чёрно-синее.

## Подвиды
- Chrysolina carnifex burdigalensis Bechyné, 1949 — Франция[6];
- Chrysolina carnifex carnifex Fabricius, 1792
- Chrysolina carnifex coerulescens (Suffrian, 1851) — восточная Франция, западная Германия[6];
- Chrysolina carnifex cruentata (Suffrian, 1851) — центральная Испания, Португалия[6];
- Chrysolina carnifex fossulata (Suffrian, 1853) — Испания (Каталония)[6];
- Chrysolina carnifex melanaria (Suffrian, 1851)